# Sanžština
Sanžština nebo sango je kreolský jazyk ve Středoafrické republice a hlavní jazyk, kterým se zde mluví. Je to úřední jazyk Středoafrické republiky, což ji dělá jednou z mála afrických zemí, která má domorodý jazyk jako úřední. Je používána jako lingua franca po celé zemi a v roce 1998 měla 450 000 rodilých mluvčí. Současně ji využívá 1,6 miliónu lidí.
Kreolština pramení z jazyka Ngbandi. Kdysi byla využívána jako tržní jazyk kolem řeky Ubangi ještě před francouzskou kolonizací v letech 1880. V hovorovém jazyce tvoří 90 % slova sanžská, zatímco pro modernější názvy se používá francouzština.

## Trivia
Název organizace SIRIRI, která pomáhá ve Středoafrické republice (například sbírka brýlí pro Afriku aj.) není – navzdory psaní velkými písmeny – zkratka, ale „normální“ slovo, které v sangu znamená „mír, pokoj“.

## Příklady

### Číslovky
| Sanžsky    | Česky |
| ôko        | jeden |
| ûse        | dva   |
| otâ        | tři   |
| osïö       | čtyři |
| okü        | pět   |
| omenë      | šest  |
| mbârâmbârâ | sedm  |
| miambe     | osm   |
| gümbâyä    | devět |
| balë-ôko   | deset |

## Vzorový text

### Všeobecná deklarace lidských práv
| sanžsky | Adü âzo kûê yamba, ngâ âla lîngbi terê na lêgë tî nëngö-terê na tî ângangü. Ala kûê awara ndarä na börö-li sï âla lîngbi tî dutï na âmbâ tî âla gï na lêngö söngö. |
| česky   | Všichni lidé se rodí svobodní a sobě rovní co do důstojnosti a práv. Jsou nadáni rozumem a svědomím a mají spolu jednat v duchu bratrství.                         |